# Negatief enkelstrengs RNA-virus
Een negatief enkelstrengs RNA-virus of negatief enkelstrengig RNA-virus, dat vaak afgekort wordt tot (−)ssRNA-virus, is een RNA-virus dat als genetisch materiaal ‘negatieve’, enkelvoudige strengen ribonucleïnezuur (RNA) gebruikt. De ruimere groep van enkelstrengs RNA-virussen worden als positieve of negatieve virussen geclassificeerd aan de hand van de polariteit van het RNA. Het negatieve virus-RNA is complementair met mRNA, maar moet eerst worden omgezet in positieve RNA door RNA-polymerase voordat het begint met translatie. Hierdoor is een negatief RNA-virus van zichzelf niet besmettelijk, omdat het eerst moet omgezet worden in een positieve vorm voordat het zich kan repliceren. negatieve enkeltrengige RNA-virussen behoren tot groep V in de baltimoreclassificatie.
Hiernaast hebben negatieve enkelstrengige RNA-virussen complexe genetische sequenties, celcyclussen en replicatiegewoontes die gebruik maken een grote verscheidenheid aan proteïnecomplexen om deze in specifieke formaties te rangschikken en noodzakelijke processen uitvoeren ter overleving en reproductie van hun genetisch materiaal. De complexiteit van negatieve enkelstrengige RNA-virussen uit zich in hetgeen dat het de mogelijkheid bezit om de afweerreactie van cellen die het intern-immuunsysteem regelen kan onderdrukken van cellen die het heeft geïnfecteerd. Tevens kan het negatief enkelstrengig RNA-virus als enige RNA-virussoort een eiwitmantel vormen.

## Verspreiding aan gastheren
Virussen van de families Arenaviridae, Orthomyxoviridae, Paramyxoviridae, en Pneumoviridae zijn in staat om gewervelden te infecteren. Virussen van de families Bunyaviridae en Rhabdoviridae zijn in staat om gewervelden, geleedpotigen, en planten te infecteren. Virussen van het geslacht Tenuivirus infecteren louter planten. Van een klein aantal van deze virussen is bekend dat zij in staat zijn mensen te kunnen infecteren, waaronder: marburgvirus, ebola, mazelen, bof, rabies, en influenza.

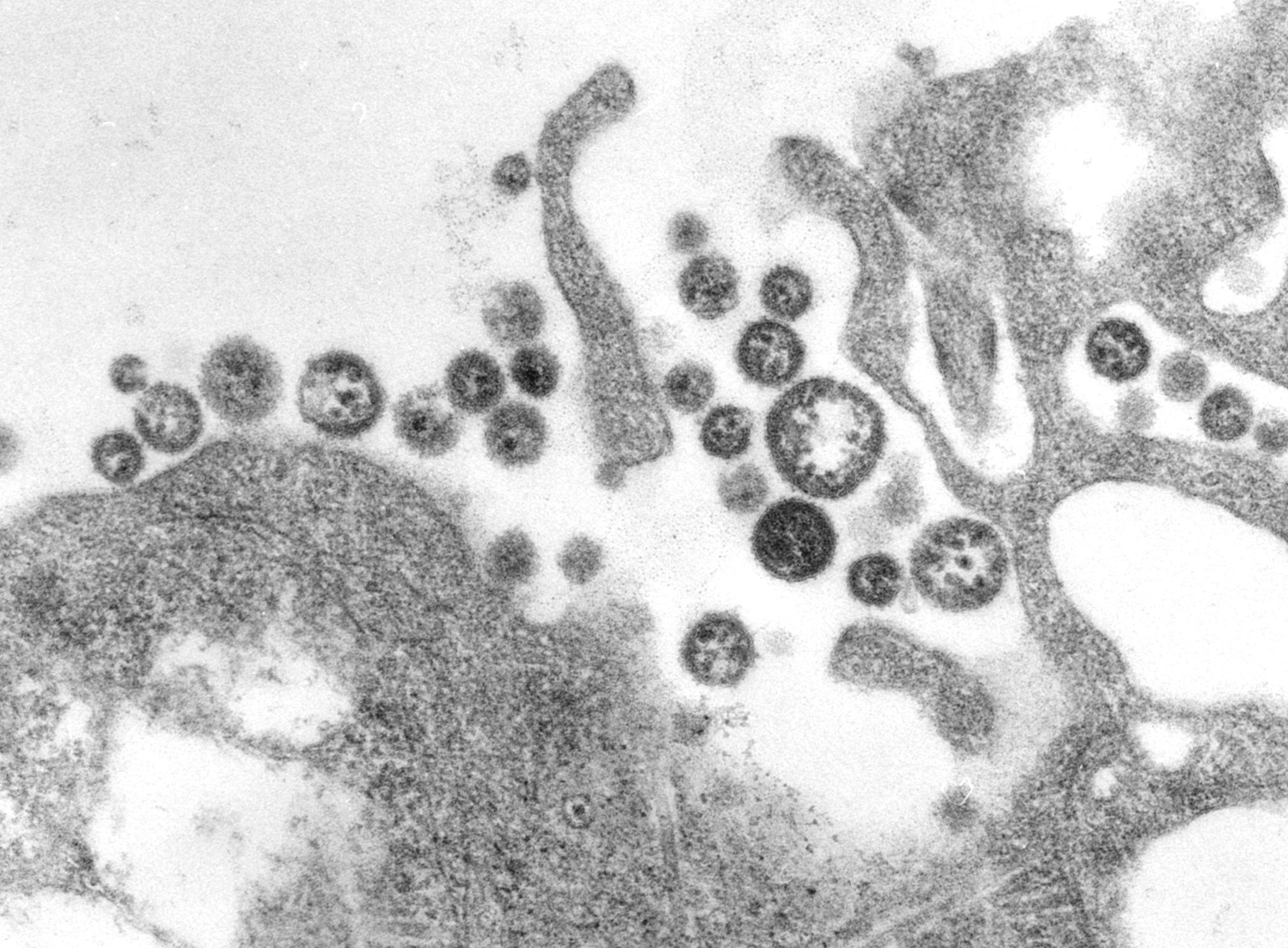
Lassa-virus (Arenaviridae)
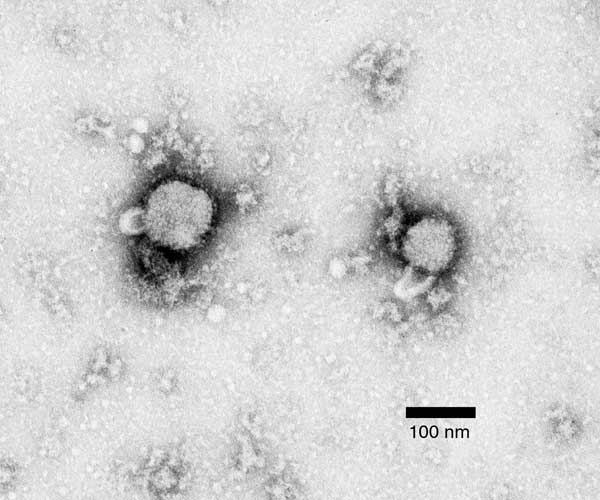
lymphocytic choriomeningitis mammarenavirus (LCMV) (Arenaviridae)
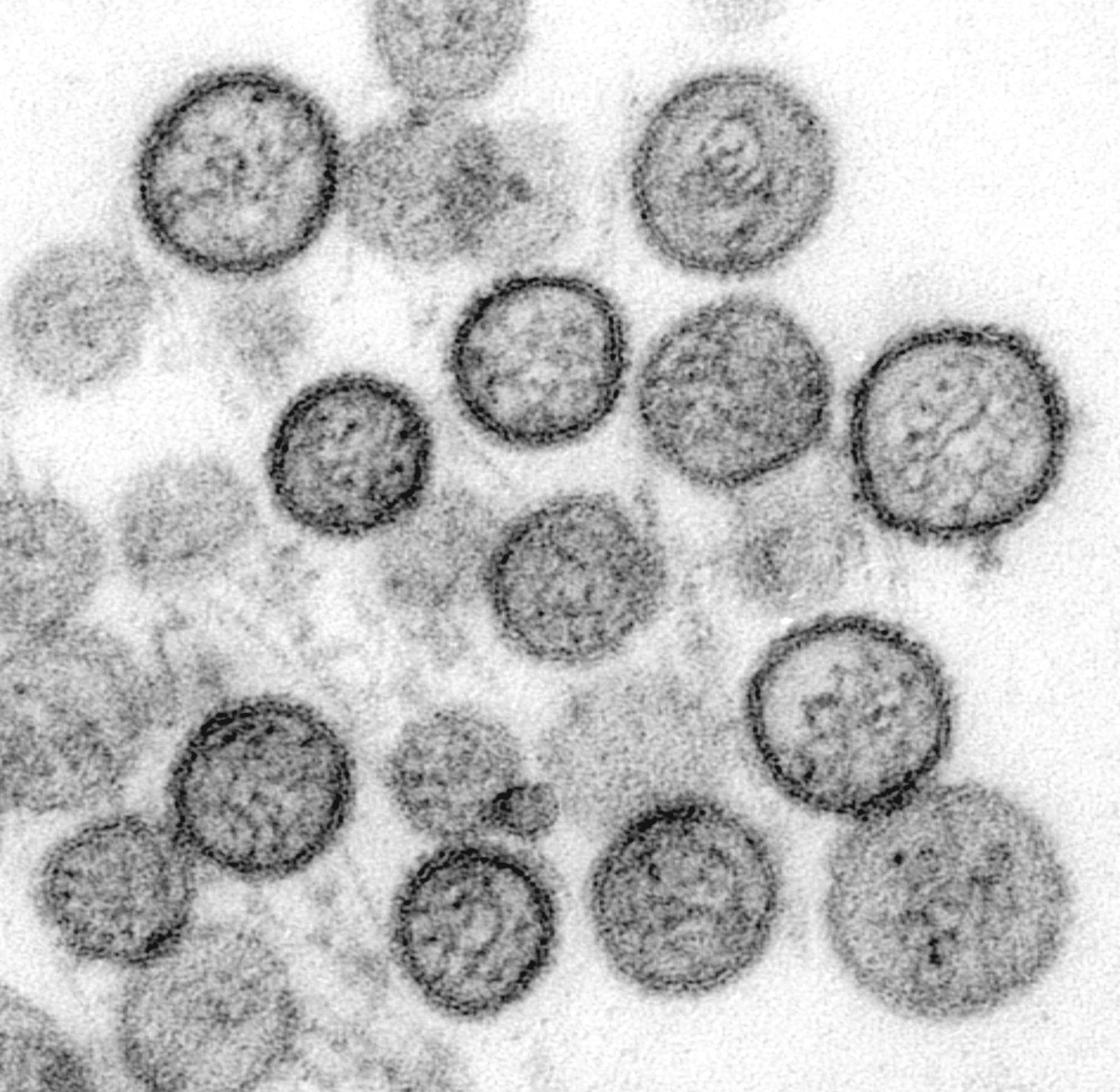
Hantavirus (Bunyaviridae)
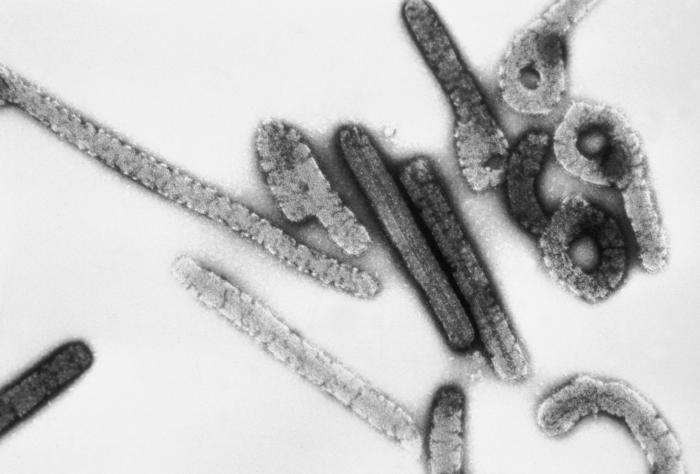
Marburgvirus (Filoviridae)
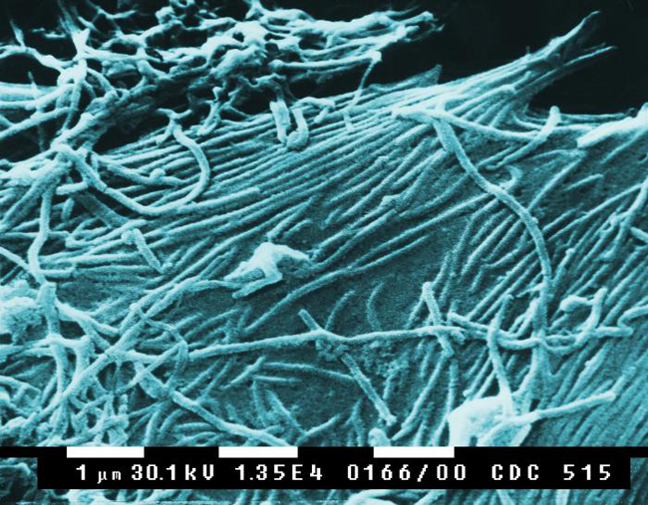
Ebolavirus (Filoviridae)
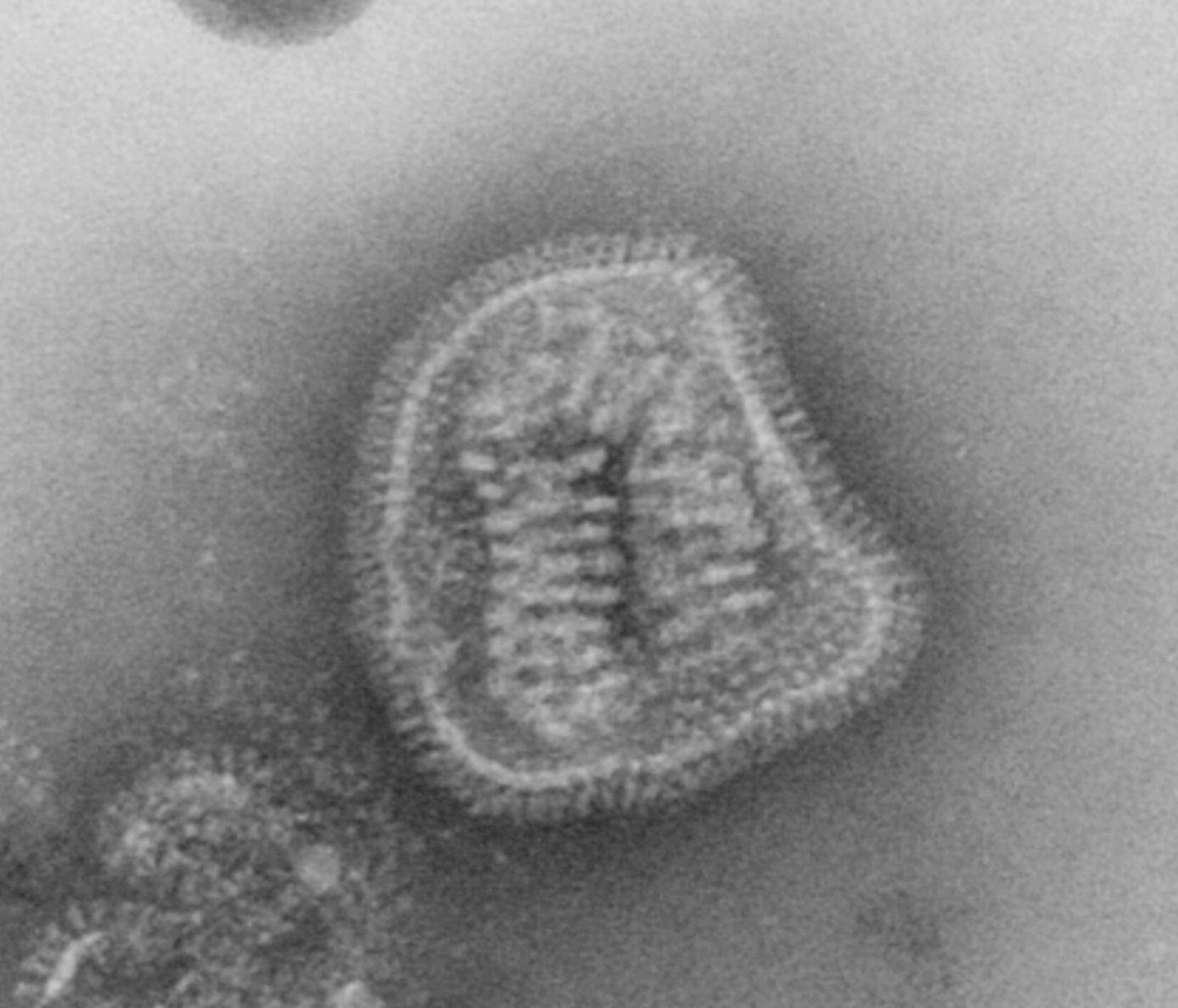
Influenza (Orthomyxoviridae)
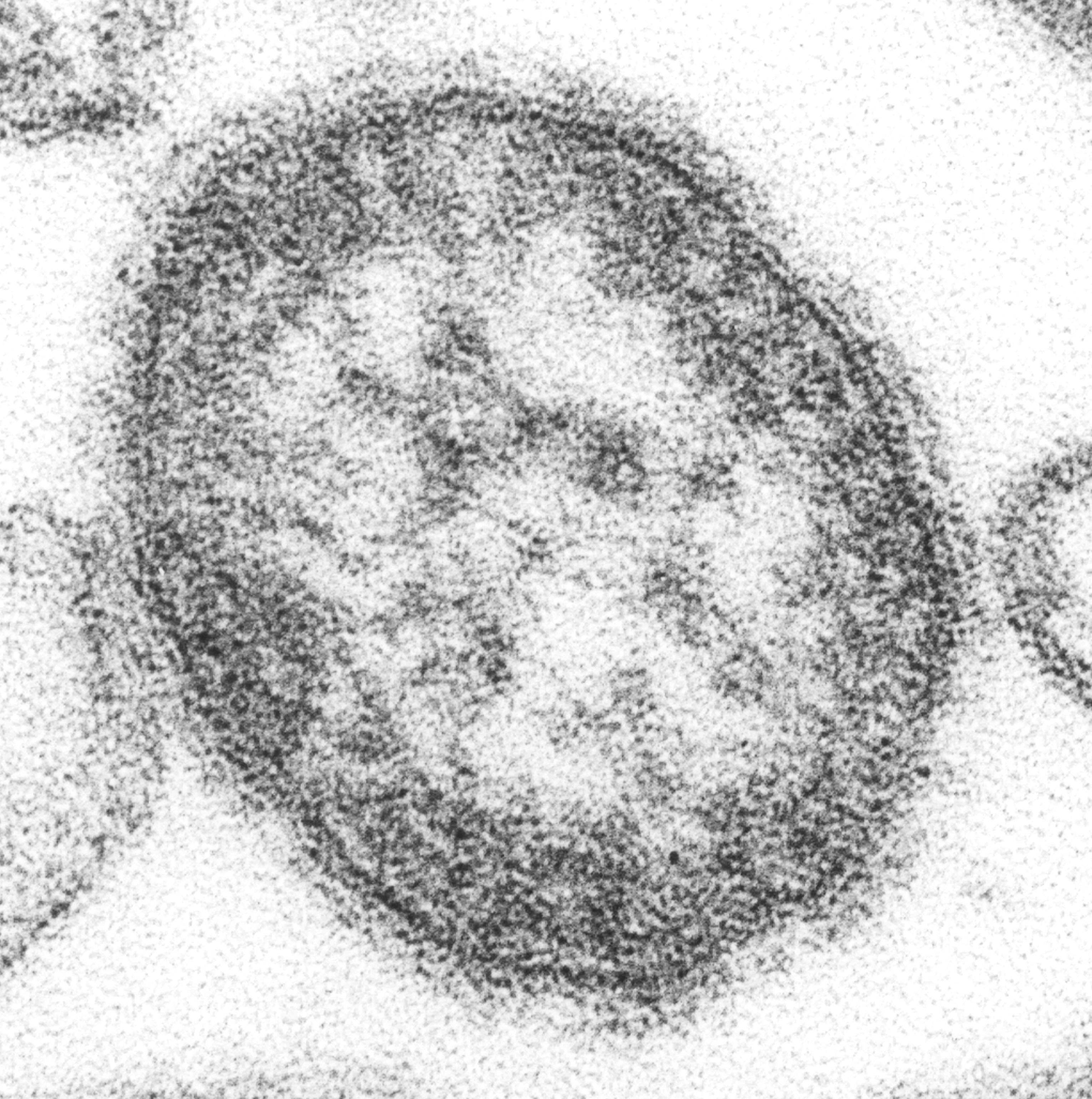
Mazelenvirus (Mazelen) (Paramyxoviridae)
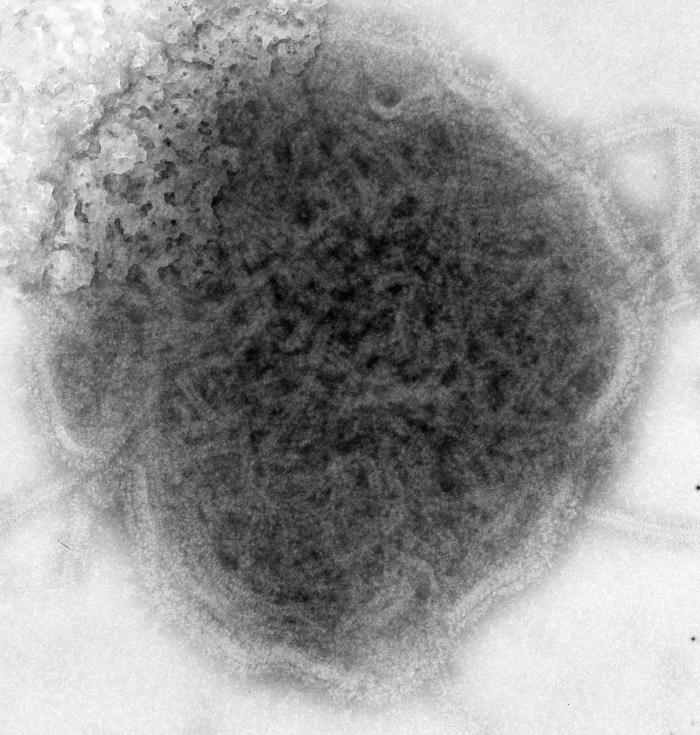
Bof(virus) (Paramyxoviridae)
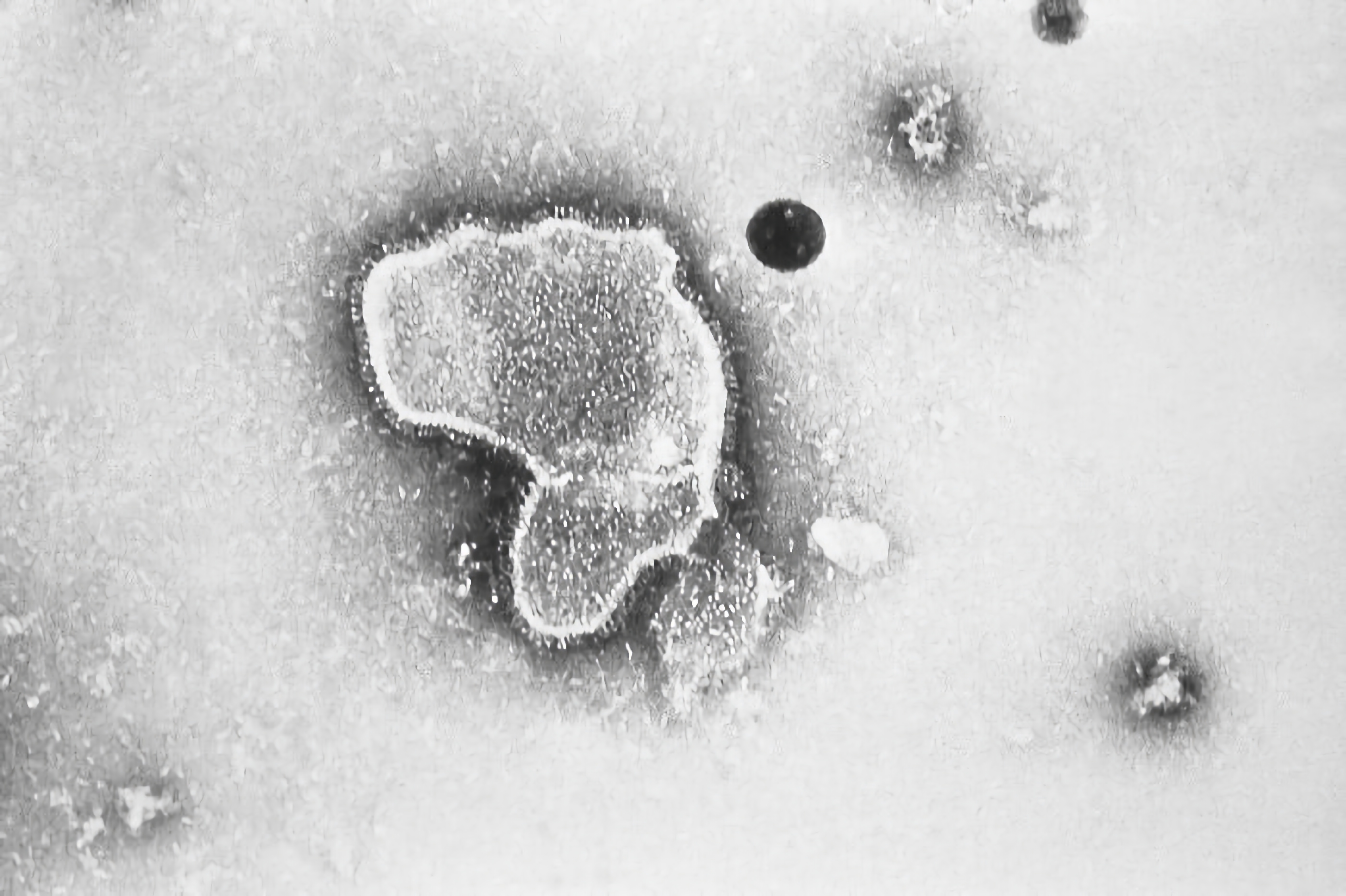
Respiratoir syncytieel virus (RSV) (Paramyxoviridae)
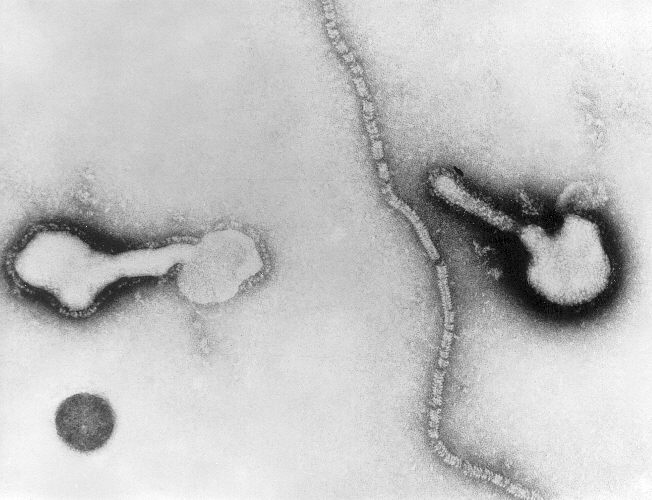
Parainfluenza (Paramyxoviridae)
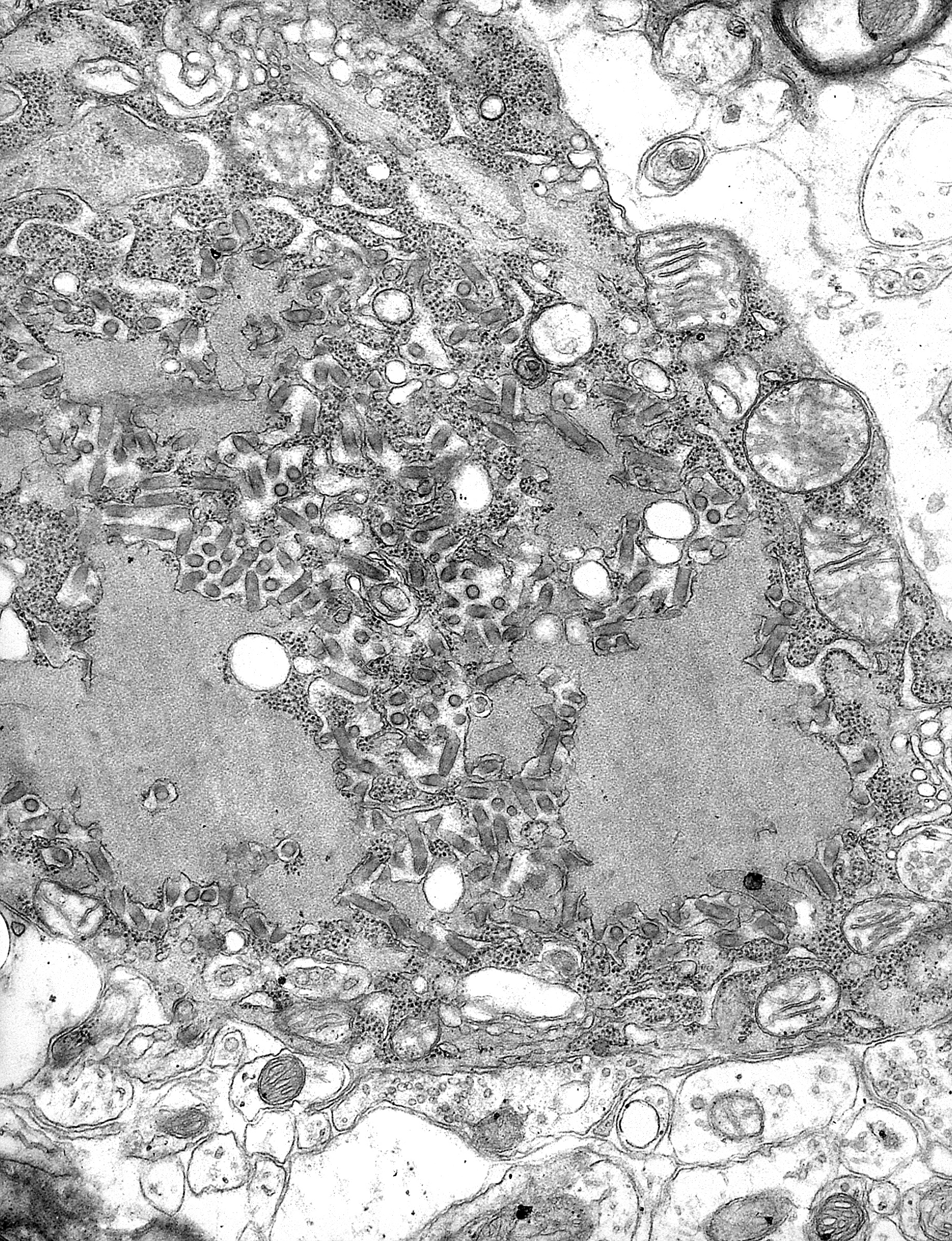
Rabiësvirus (Rhabdoviridae)
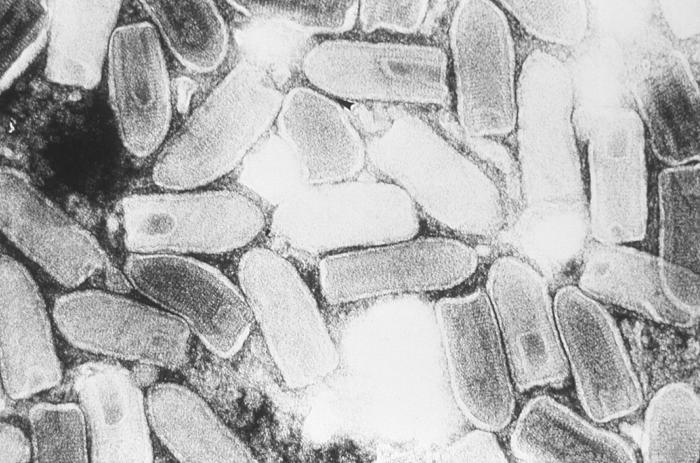
Vesiculair stomatitisvirus (VS) (Rhabdoviridae)